# Římskokatolická farnost Český Bukov
Římskokatolická farnost Český Bukov (lat. Bohemobockavia) je církevní správní jednotka sdružující římské katolíky na území obce Český Bukov a v jejím okolí. Organizačně spadá do ústeckého vikariátu, který je jedním z 10 vikariátů litoměřické diecéze.

## Historie farnosti
První písemná zmínka o farní lokalitě pochází z roku 1352. Záznam z roku 1376 uvádí, že v místě byla fara. Matriky jsou vedeny od roku 1673. Fara byla nově zřízena v roce 1739. Farní kostel byl zbořen v roce 1977.

### Duchovní správci
Začátek působnosti jmenovaného v duchovní správě farnosti od:
- 23. 4. 1739 Jos. Ernest. Fischer
- 14. 8. 1741 Wencesl. Jos. Senft
- 1747 Jos. Schulte
- 1777 Ioann. Ulsberger
- 1786 Steph. Hauffert
- 1795 Jos. Krebs, n. 2. 2. 1758 Prag., o. 1781
- 1822 Jos. Haschke, n. 11. 10. 1782 Karbicens., o. 30. 8. 1810
- 1850 Mich. Fehrer, n. 28. 1. 1818 Souš, o. 29. 7. 1842
- 1870 Jos. Linke, n. 30. 9. 1830 Leipa, o. 25. 7. 1854, † 4. 6. 1888
- 1886 Anton. Zimmler, n. 16. 1. 1843 Priesznitz, o. 20. 7. 1869, † 28. 2. 1918
- 1891 par. vacat, admin. int. Guil. Láš
- 1900 Guilelm. Láš, n. 27. 5. 1862 Chvalkovic., o. 17. 5. 1885, † 7. 5. 1942
- 1902 Joann. Svárovský, n. 7. 3. 1872 Neo- Boleslav., o. 30. 9. 1894, † 7. 2. 1903
- 1904 Jos. Rich. Jahn, n. 3. 1. 1873 Neudorf, o. 24. 6. 1897
- 1908 Paul. Gabrysch, n. 10. 1. 1871 Königshütte, (Sil.), o. 30. 5. 1896
- 1915 Joann. Schröer, n. 26. 6. 1875 Gelsenkirchen (D), o. 19. 12. 1897, † 18. 5. 1937
- 1938 Joann. Wodraschka, n. 15. 5. 1893 Karbitz, o. 2. 6. 1918
- 1. 10. 1943 par. vacat, admin. Petr Scholtes
- 21. 9. 1945 Josef Kögler
- 1946 Rudolf Jenatschke, admin., n 11. 12. 1879 Neštěmice, o. 17. 7. 1904 Litoměřice, † 22. 10. 1947 Řezno
- 1. 6. 1946 Oscar. Fuchs
- 1. 12. 1952 Josef Havelka
- 1. 8. 1966 Milan Bezděk
- 15. 2. 1969 Jan Bláha
- 1. 8. 1975 Viktor Maretta
- 1. 11. 1990 Hynek Šťastný
- 15. 8. 1991 Viktor Maretta
- 1. 2. 1992 Hynek Šťastný
- 1. 1. 1999 Antonín Sporer
- 24. 4. 1999 Jan Pobuda
- 1. 4. 2002 Pavel Jančík
- 1. 6. 2008 Josef Mazura, admin. exc. z Ústí nad Labem-Střekov[3]

Kromě kněží stojících v čele farnosti, působili ve farnosti v průběhu její historie i jiní kněží. Většinou pracovali jako farní vikáři, kaplani, katecheté, výpomocní duchovní aj.

## Území farnosti
Do farnosti náleží území těchto obcí:
- Český Bukov (Böhmisch Pockau[p 2])
- Lužec (Luschwitz[p 2])
- Lysá (Leisten[p 2])
- Šachov (Klein Tschochau[p 2])
- Maškovice (Maschkowitz[p 2])
- Mašovice (Meischlowitz[p 2])
- Poustka (Paustka[p 2])

## Římskokatolické sakrální stavby a místa kultu na území farnosti
| | Fotografie | Stavba                            | Místo       | Bohoslužby               | Zeměpisné souřadnice            | Status               |        |
| Kostel | Kostel     | Kostel                            | Kostel      | Kostel                   | Kostel                          | Kostel               | Kostel |
| --- | ---------- | --------------------------------- | ----------- | ------------------------ | ------------------------------- | -------------------- | ------ |
| 1. |            | Kostel Narození sv. Jana Křtitele | Český Bukov | nelze sloužit            | 50°42′3″ s. š., 14°9′1″ v. d.   | zaniklý farní kostel |        |
| Kaple |            |                                   |             |                          |                                 |                      |        |
| 2. |            | Kaple                             | Lysá        | bohoslužby příležitostně | 50°42′13″ s. š., 14°7′31″ v. d. | obecní kaple         |        |
| Některé drobné sakrální stavby a pamětihodnosti lze dohledat zde v databázi Drobné sakrální památky Zaniklé sakrální stavby lze dohledat zde v databázi Poškozené a zničené kostely, kaple a synagogy v České republice |            |                                   |             |                          |                                 |                      |        |

Ve farnosti se mohou nacházet i další drobné sakrální stavby, místa římskokatolického kultu a pamětihodnosti, které neobsahuje tato tabulka.

## Příslušnost k farnímu obvodu
Z důvodu efektivity duchovní správy byl vytvořen farní obvod (kolatura) farnosti Ústí nad Labem-Střekov, jehož součástí je i farnost Český Bukov, která je tak spravována excurrendo.